# Leichtathletik-Weltmeisterschaften 2017/Teilnehmer (Kamerun)
| Gelbes Symbol für Goldmedaillen mit stilisierten Olympischen Ringen | Graues Symbol für Silbermedaillen mit stilisierten Olympischen Ringen | Braundes Symbol für Bronzemedaillen mit stilisierten Olympischen Ringen |
| ------------------------------------------------------------------- | --------------------------------------------------------------------- | ----------------------------------------------------------------------- |
| —                                                                   | —                                                                     | —                                                                       |

Von Kamerun wurde ein Athlet für die Weltmeisterschaften in London nominiert.

## Ergebnisse

### Männer

#### Laufdisziplinen
| Athlet                  | Disziplin | Qualifikation | Qualifikation | Vorlauf | Vorlauf | Halbfinale         | Halbfinale         | Finale             | Finale             |
| Athlet                  | Disziplin | Zeit          | Platz         | Zeit    | Platz   | Zeit               | Platz              | Zeit               | Platz              |
| ----------------------- | --------- | ------------- | ------------- | ------- | ------- | ------------------ | ------------------ | ------------------ | ------------------ |
| Jean Tarcicius Batambok | 100 m     | 10,71 s PB    | 14            | 10,75 s | 44      | nicht qualifiziert | nicht qualifiziert | nicht qualifiziert | nicht qualifiziert |

### Frauen

#### Sprung/Wurf
| Athletin                | Disziplin   | Qualifikation | Qualifikation | Finale     | Finale |
| Athletin                | Disziplin   | Weite/Höhe    | Platz         | Weite/Höhe | Platz  |
| ----------------------- | ----------- | ------------- | ------------- | ---------- | ------ |
| Auriol Dongmo Mekemnang | Kugelstoßen | DNS           | DNS           | –––        | –––    |